# Metroul din Paris

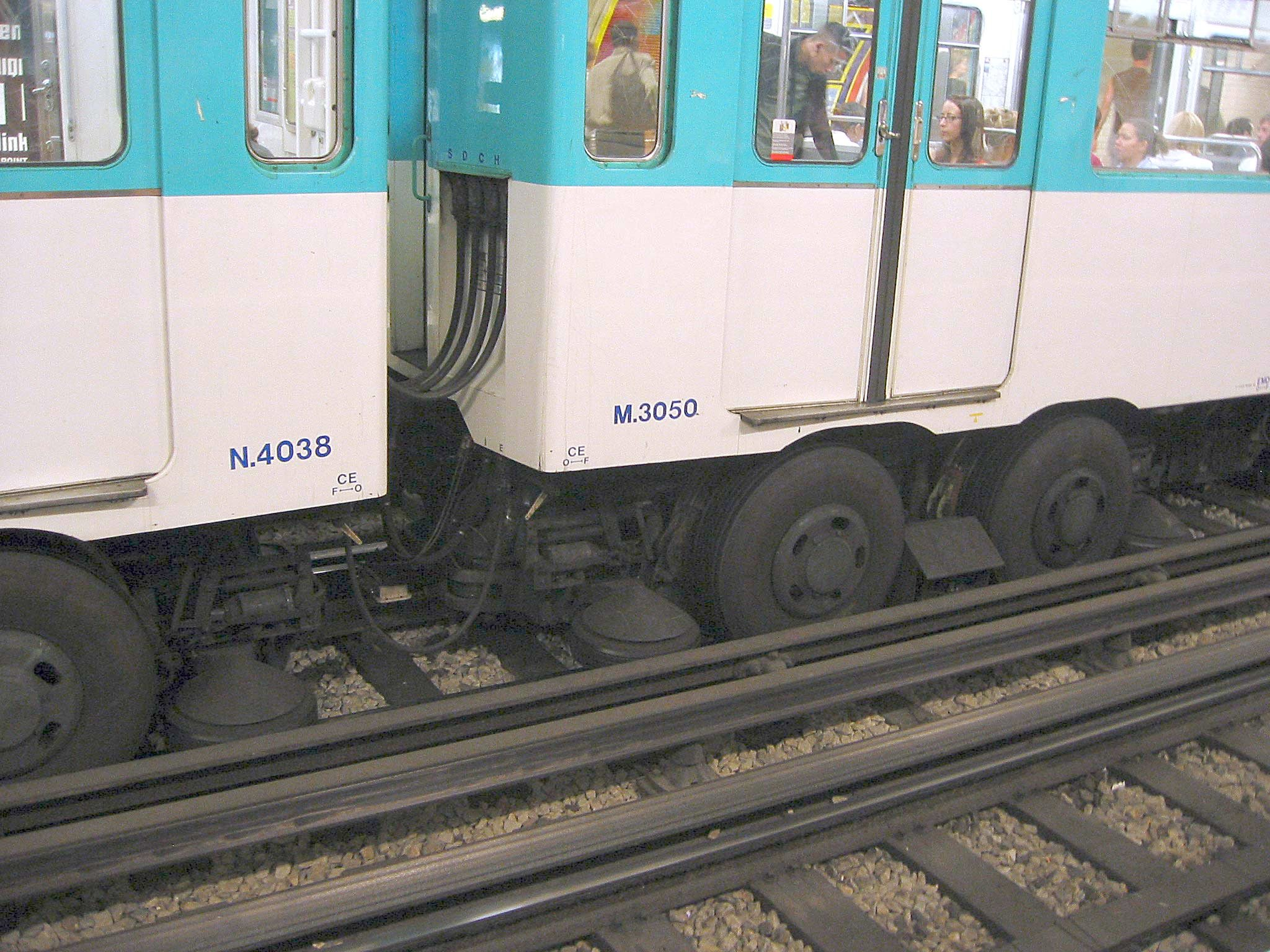
Un tren din Metroul din Paris, cu roţi de cauciuc

Metroul parizian (franceză: Métro de Paris, sau pe scurt Métro) este sistemul de metrou din Paris, el deservind și suburbiile apropiate ale orașului. Rețeaua este compusă din  16 linii, în mare majoritate subterane, cu o lungime totală de aproape 220 km · . Devenit unul din simbolurile Parisului, se caracterizează prin densitatea rețelei în centrul orașului și prin stilul arhitectural omogen influențat de Art nouveau. În 2012, metroul a transportat 5,23 de milioane de călători pe zi în medie.
Liniile sunt identificate cu numere de la 1 la 14, 3bis și 7bis fiind două linii minore care inițial erau considerate ramificații ale liniilor 3, respectiv 7. Liniile 7 și 13 sunt ramificate la câte unul din capete, iar liniile 7bis și 10 au câte o mică zonă de buclă cu traseu diferit pe cele două sensuri de mers. Liniile CDGVAL, Orlyval, LISA deservesc aeroportul Roissy-Charles de Gaulles și aeroportul Orly
Metroul a fost cunoscut original ca Chemin de Fer Métropolitain (Căile Ferate Metropolitane) și apoi Métropolitain, după care a fost abreviat la Métro. Prima linie a metroului din Paris a fost construită odată cu apropierea Expoziției universale din 1900. A fost inaugurată la câteva luni după începutul expoziției. Rețeaua a devenit apoi gradual mai densă în interiorul Parisului până la al doilea război mondial. După o pauză în deceniile postbelice (1950-1970), mai multe din liniile existente au fost prelungite în suburbiile apropiate de oraș. Alegerile făcute la conceperea rețelei inițiale (distanțe mici între stații, rame de capacitate mică) limitează astăzi posibilitățile de extindere a rețelei. Totuși, la sfârșitul secolului al XX-lea a fost inaugurată o nouă linie complet automatizată, linia 14, destinată descongestionării liniei RER A.
În prezent metroul din Paris transportă aproximativ 4,5 milioane de pasageri pe zi (1,365 miliarde în anul 2005) și dispune de 300 de stații, dintre care 62 reprezintă puncte de legătură între linii. Este al doilea sistem de metrou din Europa de Vest ca și lungime, după Metroul Londonez. Metroul din Madrid (care este situat în Europa de Sud) este mai lung decât Metroul din Paris.
Deservirea Parisului și a aglomerării din jurul său este asigurată și de alte tipuri de transport în comun: Rețeaua expres regională din Île-de-France (RER) (451 milioane de călători în 2006 pe rețeaua RER RATP), Transilien (rețea de trenuri de suburbie, cu 655 de milioane de călători pe rețeaua SNCF, inclusiv RER), nouă linii de tranvai cu cale proprie (85 de milioane de pasageri în configurația din 2006), rețeaua de autobuze (997 de milioane de călători în 2006) precum și 3 linii ce asigură deservirea locală pentru aeroporturi folosind un așa-numit vehicul automatic ușor (VAL). Biletul de călătorie are un tarif unic pentru orice distanță și indiferent de numărul de schimbări, dar călătoria nu poate dura mai mult de o oră și jumătate.

## Istoric

### Premize

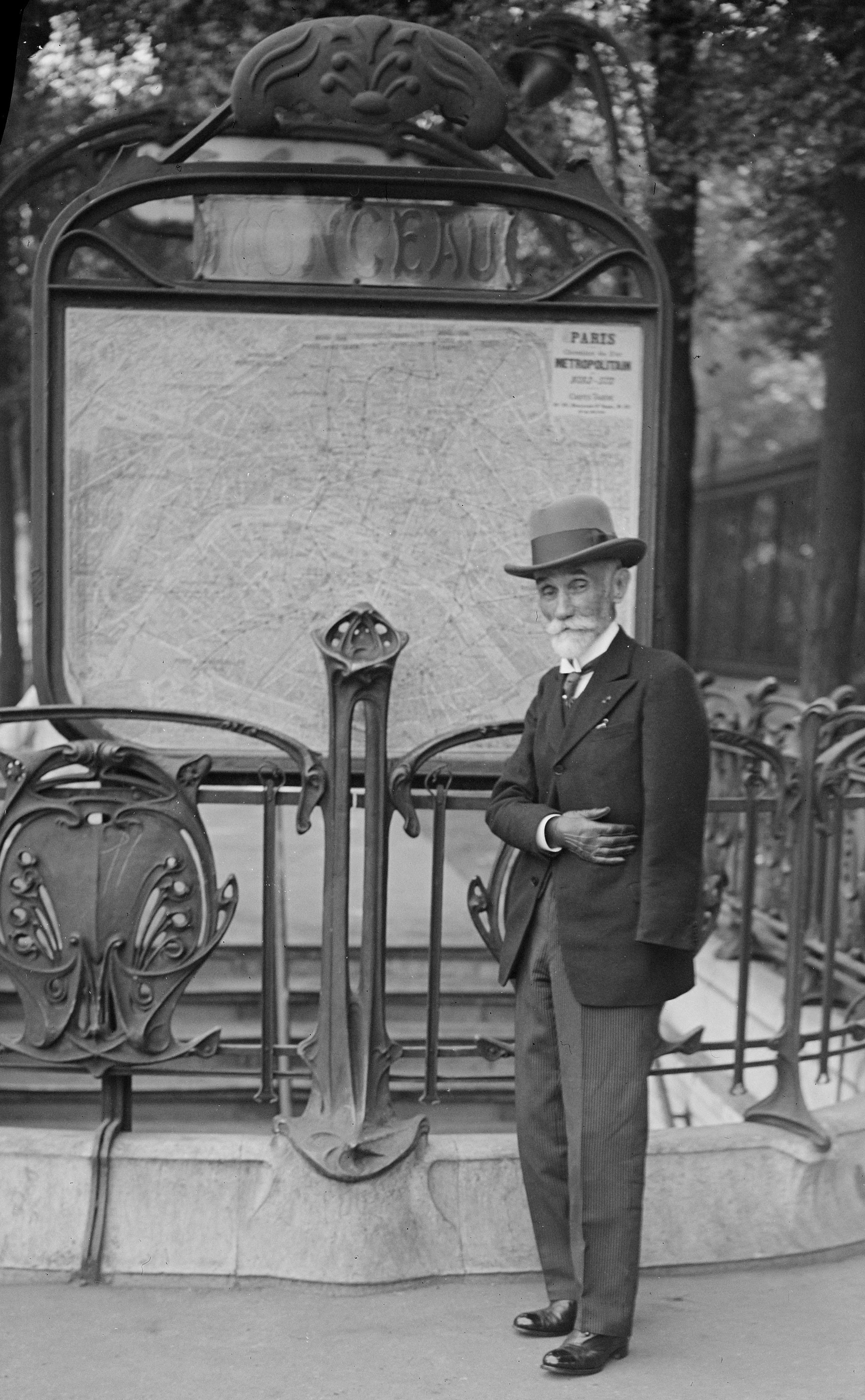
Fulgence Bienvenüe, părintele metroului din Paris.

În jurul anului 1845, primăria Parisului și anumite companii de căi ferate iau în considerarea crearea unei rețele de căi ferate în Paris pentru a transporta mărfuri. În Le Ventre de Paris (1873), a cărui acțiune se petrece în anii 1860, Émile Zola evocă, în capitolul IV, o „cale ferată subterană, aflată în sub-sol, ale cărei linii urmau să lege diferitele gări”. În 1871, în urma primelor alegeri locale din Paris, subiectul este readus la ordinea zilei în cursul unei sesiuni al Cosilului General din Seine: priectul evocat prevede crearea unei căi ferate care să deservească tot departamentul Seine, adică un mod de transport intermediar între omnibus și tramvaiele trase de cai ce deserveau în acea perioadă Parisul și rețeaua de căi ferate existentă, care avea vocație națională și regională. În acea perioadă, căile ferate din Paris se limitau la cele 9 gări terminus și cele 6 gări de trecere legate de calea ferată Petite Ceinture, linie circulară deschisă călătorilor și care avea în total 21 de gări.
Ulterior vor exista două concepții opuse: municipalitatea pariziană dorește realizarea unei rețele aflate sub controlul său și asigurând deservirea orașului, prioritizând nevoile locuitorilor săi, în timp ce companiile de cale ferată și serviciile statului (Prefectura, departamentul de Poduri și Șosele, Consiliul de Stat) se axează pe prelungiri ale liniilor existente cu terminus în gările pariziene(Saint-Lazare, de Nord, de Est, Bastille, Lyon, Austerlitz, Enfer, Invalides și Montparnasse), toate legate între ele prin linia Petite Ceinture. Conflictul este întărit de profundele divergențe politice (municipalitatea e de stânga în timp ce guvernul a rămas mult timp în mâinile conservatorilor) si complicat de absența autonomiei municipalității, care e pusă sub tutela Prefecturii.
Între 1856 și 1890, mai multe proiecte sunt elaborate, dar niciunul nu devine realitate. Pe plan tehnic, pe lângă proiecte nerealiste au apărut propuneri pentru o rețea aeriană, după moda primelor metrouri americane, dar și pentru o rețea subterană. Proiectele aeriene au fost contestate de cei care se temeau de o degradare a aspectului orașului, pe când cele subterane erau atacate pe considerente de siguranță și sănătate a călătorilor.
Martin Nadaud a fost un oponent al lui Napoléon III și exilat în Anglia, unde a locuit mult timp. Devenit consilier de Paris în 1871 (reprezentat al cartierului Père Lachaise), a propus construcția unei rețele metropolitane la Paris. Iată ce relatează în memoriile sale: Urmam cea mai mare linie a metroului; fiecare din membrii comisiei avea un ziar în mână și îl putea citi, aerul era suficient și fumul nu incomoda pe nimeni. Atunci M. Alphand mi-a spus: „Aveți dreptate să ne vorbiți de utilitatea metroului; iată o lucrare bine gândită și ar fi ușor să facem la fel la Paris” [...] Credeam că nimic nu va împiedica execuția metroului nostru; nu luasem în calcul rutina pariziană.
În această perioadă, Londra și New York, confruntate cu alegeri similare, au creat o primă rețea urbană prin prelungirea liniilor de cale ferată în oraș înainte de a crea o rețea specială (cu un gabarit diferit): Londra a pus în serviciu în 1863 o linie circulară deservită de locomotive cu abur ce asigura legătura între garile londoneze. În 1867, New York pune și el în serviciu o rețea de căi ferate cu abur, montate pe viaducte metalice (primul metrou adevărat, numit IRT și având un gabarit mai redus, va fi pus în serviciu în 1904). În 1890, prima linie de metrou londonez - subteran și electric - este pusă în funcțiune. În fine, în 1896, Budapesta inaugurează o linie de tramvai subterană numită « Földalatti ».
Combinația mai multor factori face ca proiectul parizian să fie deblocat: presiunea opiniei publice care fusese mobilizată de eșecurile anterioară, creșterea demografică a orașului, exemplul capitalelor străine (din care deja 10 aveau metrou), sosirea unor fețe noi în posturi cheie a municipalității, guvernului și serviciilor tehnice ale Statului, schimbarea echilibrului politic, apariția lobby-ului industrial (companiile electrotehnice) favorabil metroului, precum și apropierea Expoziției Universale și a Jocurilor Olimpice de vară din 1900. Toți acești factori au convins autoritățile să pornească construcția metroului. Soluția primăriei Parisului este cea aleasă. Statul cedează acesteia concepția și realizarea lucrării.
După adoptarea pe 20 aprilie 1896 a proiectului de rețea creat de Fulgence Bienvenüe și Edmond Huet, calea ferată metropolitană este declarată de utilitate publică printr-o lege din 30 martie 1898: decretul prevede construirea într-o primă etapă a 6 linii, cu opțiuni pentru alte 3 linii. Lucrările sunt inaugurate pe 4 octombrie 1898 în cadrul unei convenții între Paris și Compagnie du chemin de fer métropolitain de Paris (CMP), proprietatea baronului Édouard Louis Joseph Empain care aducea un capital de 100.000 acțiuni de câte 250 franci subscrise în Belgia. Această concesiune va fi pusă sub sechestru pe 1 ianuarie 1945 și ulterior naționalizată prin legea din 21 martie 1948, ceea ce a dus la plata unei despăgubiripentru ruperea concesiunii, precum și distrugerea arhivelor, ștergând astfel orice urmă a exploatării metroului din Paris de sectorul privat.
Caietul de sarcini al metroului prevedea că acesta va fi subteran, cu tracțiune electrică, ecartament normal și un gabarit de 2,40 m ce interzicea practic circulația trenurilor normale. Scopul era ca metroul să nu poată trece de marginile capitalei și ca niciun tren din exterior să nu poată pătrunde în galeriile metroului. Motivele acestei alegeri erau atât militare cât și politice, pentru a garanta independența rețelei sub conducerea Primăriei. De asemenea, caietul de sarcini mai prevedea și o rampă maximă de 40 mm/m și o rază a curbelor de minim 75 m. Lungimea stațiilor este fixată la 75 m, fiind mărită apoi la 90 m (toate stațiile liniilor 1 și 4 au fost modificate) și mai apoi la 105 m (lungime negeneralizată).

### Nașterea metroului

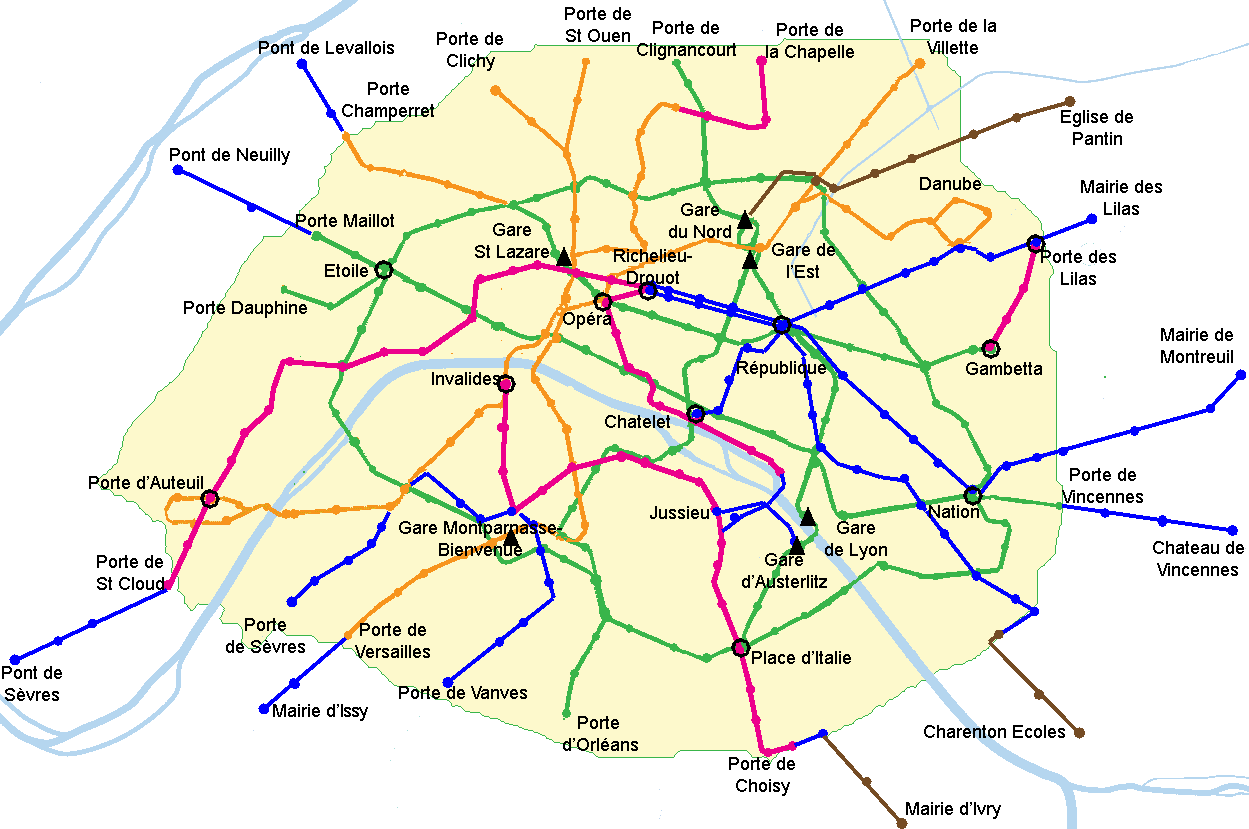
Dezvoltarea metroului din Paris înainte de 1949:
1900-1910, 1910-1914, 1914-1930, 1930-1939, 1939-1949

Proiectul inițial constă dintr-o linie circulară Étoile-Nation-Étoile și 2 linii transversale, una Nord-Sud (Porte de Clignancourt-Porte d’Orléans) și una Est-Vest (Avenue Gambetta - Porte Maillot).

Prima linie (Porte de Vincennes - Porte Maillot) este deschisă publicului pe 19 iulie 1900 pentru a deservi probele din cadrul jocurilor Olimpice de vară din 1900 desfășurate la bois de Vincennes. Intrările acoperite sunt concepute de arhitectul-emblemă al curentului art nouveau, Hector Guimard.

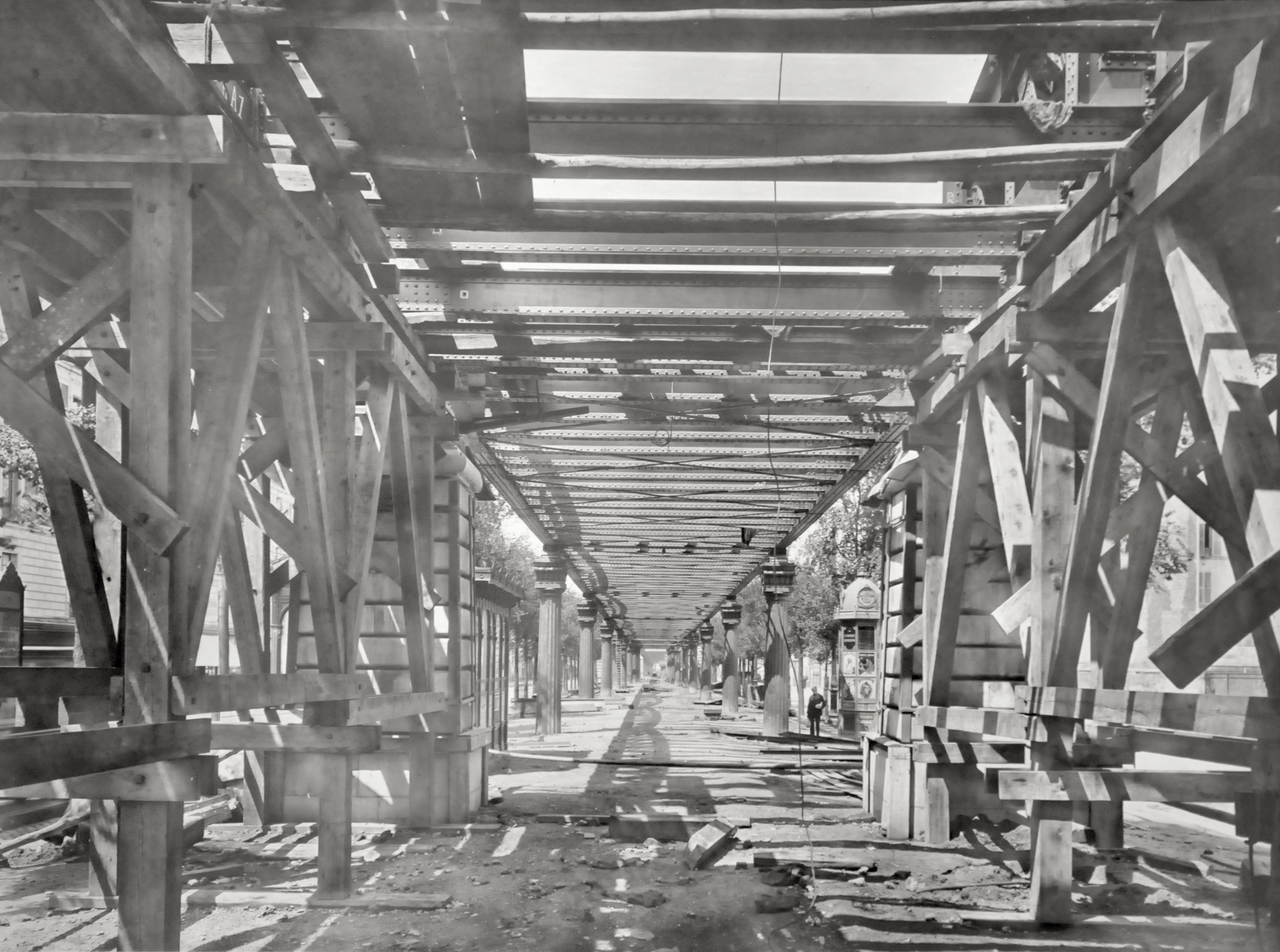
Construcția metroului aerian 1905.
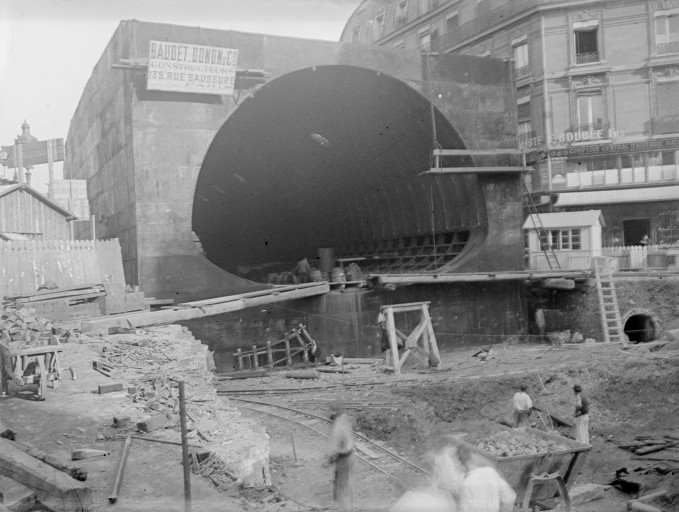
Construcția unui tunel între 1902 și 1910 pentru o secțiune situată sub pânza freatică (stația Saint-Michel, linia 4).
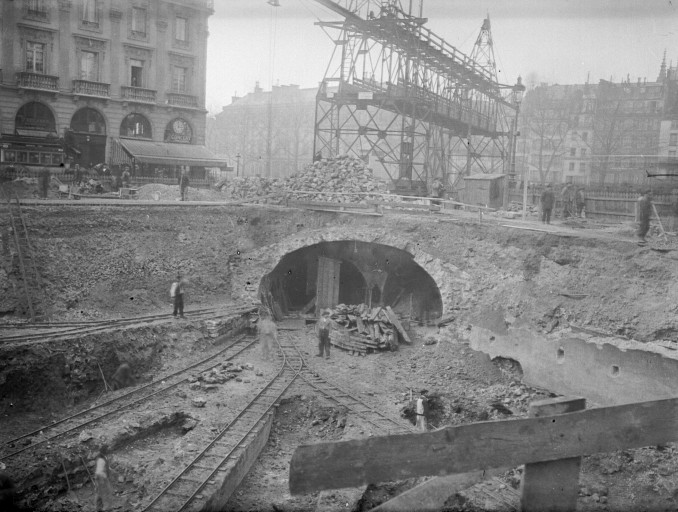
Construcție sub cerul liber folosind metoda galeriilor ranforsate cu lemn[1].

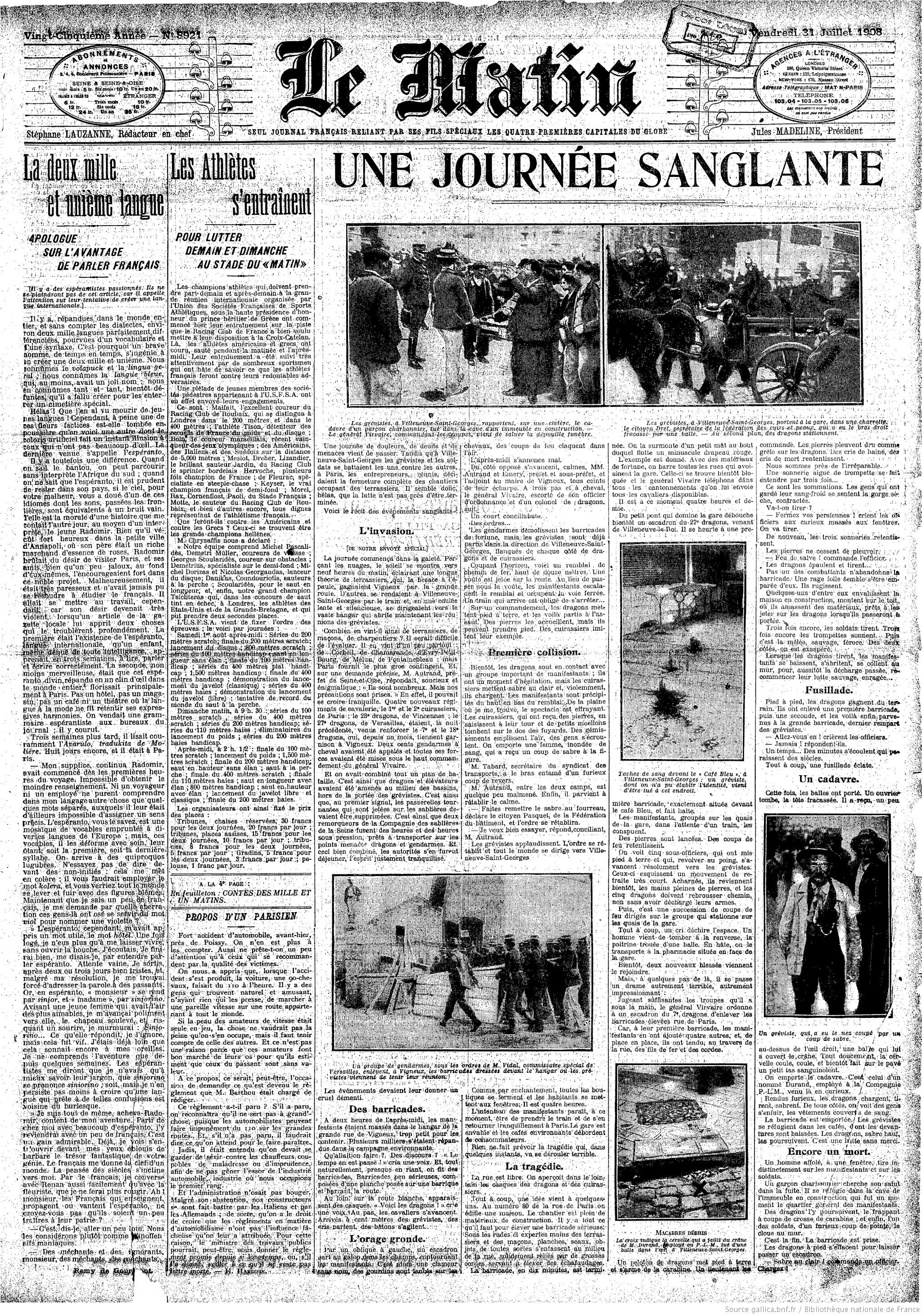
« O zi sângeroasă », titrează Le Matin din 31 iulie 1908: construcția metroului nu se desfășoară fără conflicte sociale importante. Astfel, sub cabinetul Clemenceau, are loc o grevă la Draveil-Villeneuve-Saint-Georges în timp ce companiile constructoare au profituri mari datorită lucrărilor la metrou.

Au fost folosite 3 tehnici de construcție: pentru părțile de adâncime mică s-a folosit metoda decopertării străzilor; scuturile care au reprezentat prima opțiune a constructorilor dar au fost puțin folosite din cauza inconstanței subsolului parizian și tehnica tunelelor ranforsate cu lemn, preluată din mine.
Linia 1 a fost construită într-un timp record, între 30 martie 1898 și 19 iulie 1900. Linia a fost inaugurată foarte discret deoarece CMP dorea o creștere graduală a încărcării, însă parizienii au fost imediat încântați de acest nou mod de transport ce permitea câștiguri substanțiale de timp în condițiile unui confort mai bun decât mijloacele de suprafață. A fost nevoie de mărirea rapidă a frecvențelor și mărirea ramelor, ce au trecut în doar 2 ani de la 3 vagoane la 8 vagoane pe secțiunile cele mai frecventate. În 1900 existau 2 clase: prima costa 25 de centime și a doua 15 centime, indiferent de parcurs.
Vagoanele cu osii sub-motorizate și-au arătat rapid limitele. Incendiul unei rame în stația Couronnes (84 de morți), declanșat de circuite defecte și o tehnologie inadaptată, a dus la abandonarea acestor vagoane în favoarea vagoanelor cu boghiuri mai lungi, apoi, din 1908, în favoarea vagoanelor cu carcasă metalică și un sistem de comandă la distranță a vagoanelor motoare.
O a doua convenție este semnată pe 31 ianuarie 1904, oferind unei alte companii, Société du chemin de fer électrique souterrain Nord-Sud de Paris (Nord-Sud), linia dintre Montmartre (de fapt Notre-Dame-de-Lorette) și Porte de Versailles. Inaugurarea acesteia, pe 4 noiembrie 1910, va fi întârziată de creșterea Senei în ianuarie 1910.
Cele 2 companii, CMP și Nord-Sud, vor coexista până în 1929, dată la care vor fi reunite în cadrul CMP. Ele utilizau material rulant compatibile, dar se diferențiau prin decorațiunile ramelor și stațiilor. Stații diferite purtau același nume pe cele 2 rețele (două stații Grenelle, de exemplu). 
În 1913, metroul avea deja 10 linii: 8 ale CMP  și două ale Nord-Sud (actualele linii 12 și 13 la nord de Saint-Lazare). De la 55 de milioane în 1901, numărul anual de călători a ajuns la 467 de milioane în 1913. Rețeaua a continuat să se mărească întimpul Primului Război Mondial. Între cele două războaie au fost deschise liniile 9, 10 și 11. În 1929, CMP absoarbe cele 2 linii ale companiei Nord-Sud, care a funcționat permanent în pierdere.

### Primele prelungiri în suburbii
În 1929, autoritățile, prin Prefectura departamentului Seine, decid prelungirea metroului în suburbii pe 15 axe, pentru a permite transportul unei populații aproape la fel de mare ca a orașului (2,5 milioane față de 3 milioane în Paris). Se decide și construirea a 3 linii noi.
În 1939, mai multe stații sunt închise din dorința de a face economiii în timpul celui de-Al Doilea Război Mondial, ceea ce nu împiedică metroul să transporte un număr impresionant de călători în 1941, în condițiile în care autobuzele nu ieșeau pe traseu datorită penuriei de combustibil și cauciucuri.
În 1949, în urma aplicării planului din 1929, rețeaua avea 9 prelungiri în suburbii: linia 1 ajunge la Neuilly în vest și la Vincennes în est, linia 3 merge la Levallois-Perret, linia 5 la Pantin, linia 7 la Ivry-sur-Seine, linia 9 la Boulogne-Billancourt la vest și la Montreuil la est, linia 11 la Lilas și linia 12 la Issy-les-Moulineaux.
Pe 1 ianuarie 1942 compania privată CMP a fuzionat cu Société des transports en commun de la région parisienne (STCRP), ce se ocupa de transportul la suprafață; rețeaua rezultată va fi preluată în 1949 de RATP, care fusese creat printr-o lege din 21 martie 1948. Metroul din Paris este și astăzi administrat de această entitate, transformată ulterior din Regie în "stabiliment public cu caracter industrial și comercial" (EPIC). RATP administrează și funicularul din Montmartre, liniile de autobuz, tramvai precum și o parte din liniile A și B ale RER.

### Modernizarea rețelei

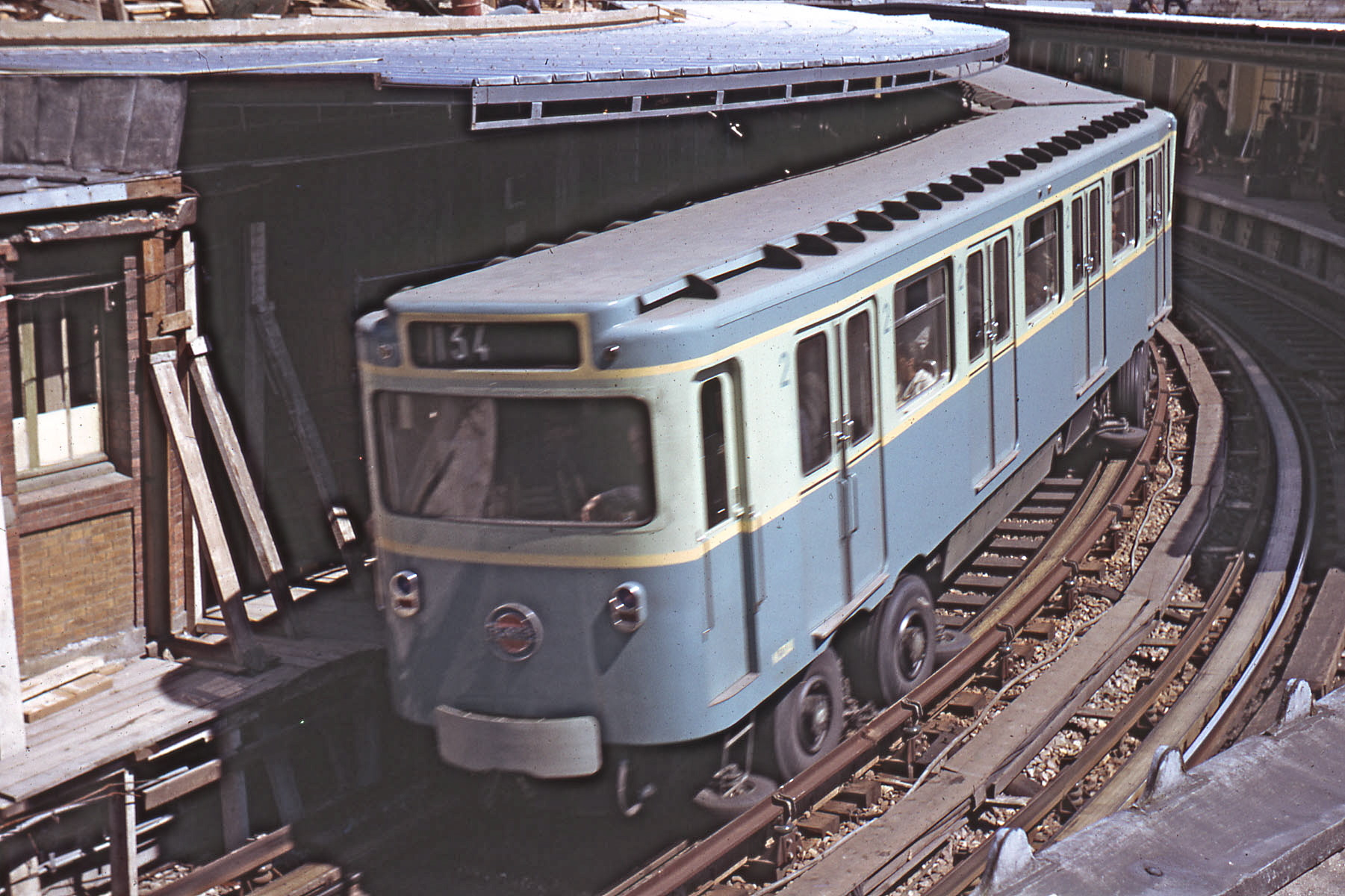
O ramă MP 59 de pe linia 1 în schema de vopsire originală, plecând din stația Bastille, în 1963.

Deceniile dintre 1952 și 1972 sunt o perioadă neagră pentru metroul din Paris: sistemul se reface încet din sechelele celui de-al Doilea Război Mondial, transportul individual devine prioritar și nu este construită nicio linie nouă datorită lipsei de mijloace și de voință politică. Singurele investiții notabile sunt metroul articulat și a materialului rulant pe pneuri (MP 55 și MP 59) pe câteva linii, precum și înnoirea parțială a decorațiilor din stații. În 1962 încep lucrările liniei RER A, un nou mod de transport complementar metroului.
Prima criză petrolieră a relansat activitatea metroului începând cu 1972.A apărut astfel un nou elan de modernizare ce a durat până la începutul anilor 1980.
Pentru materialul rulant, în 1967 demarează înlocuirea ramelor Sprague cu noile rame MF 67. Linia 3 este prima echipată cu rame în care toate vagoanele sunt motoare, permițând o accelerație mai bună. Apoi, în 1978 intră în circulație ramele MF77 ce permit retragerea completă, în 1983, a ramelor Sprague. Cu o ergonomie foarte bună, ramele MF77 urmau să permită deservirea unor linii prelungite în suburbii și care necesitau viteze maxime ridicate.
Între 1969 și 1973 taxatorii au fost înlocuiți progresiv de turnichete. Vechile porți automate, instalate în anii 1920 pentru a preveni accesul pasagerilor pe peron la sosirea unei rame sunt și ele suprimate. Valul de modernizări din anii 1970 duce și la crearea de posturi de comandă și control (PCC) centralizate și instalarea unui sistem de pilotaj automat (PA) :
- linia 1 este prima care dispunde de un PCC în 1967, care permite administrarea mersului trenurilor, a energiei de tracțiune, comanda macazelor, comunicarea cu mecanicii și informarea pasagerilor, toate sub autoritatea unui singur șef ; în anii următori, toate liniile au fost echipate cu câte un PCC[12]  (inițial era prevăzută și administrarea stațiilor terminus de către PCC, dar din cauza unor dificultăți tehnice acest lucru nu s-a putut realiza până în anii 2000[12]);
- linia 11 a fost prima echipată cu un sistem de pilot automat în 1967, celelalte (cu excepția liniilor 10, 7 bis și 3 bis) primind această capabilitate gradual, până în 1979.[12]

### Crearea și extinderea liniilor

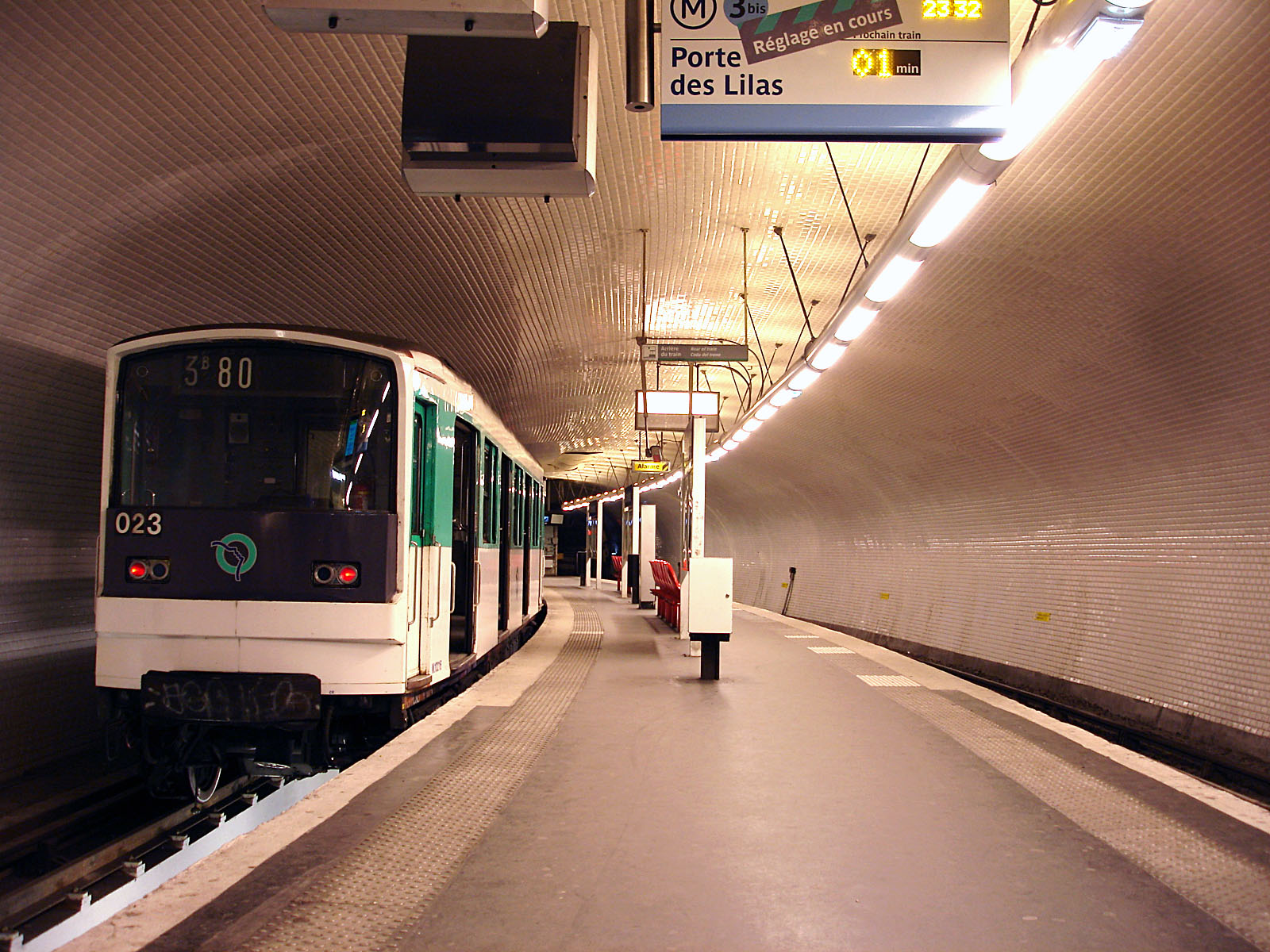
O ramă MF 67 la stația Gambetta (linia 3 bis), în ianuarie 2010.

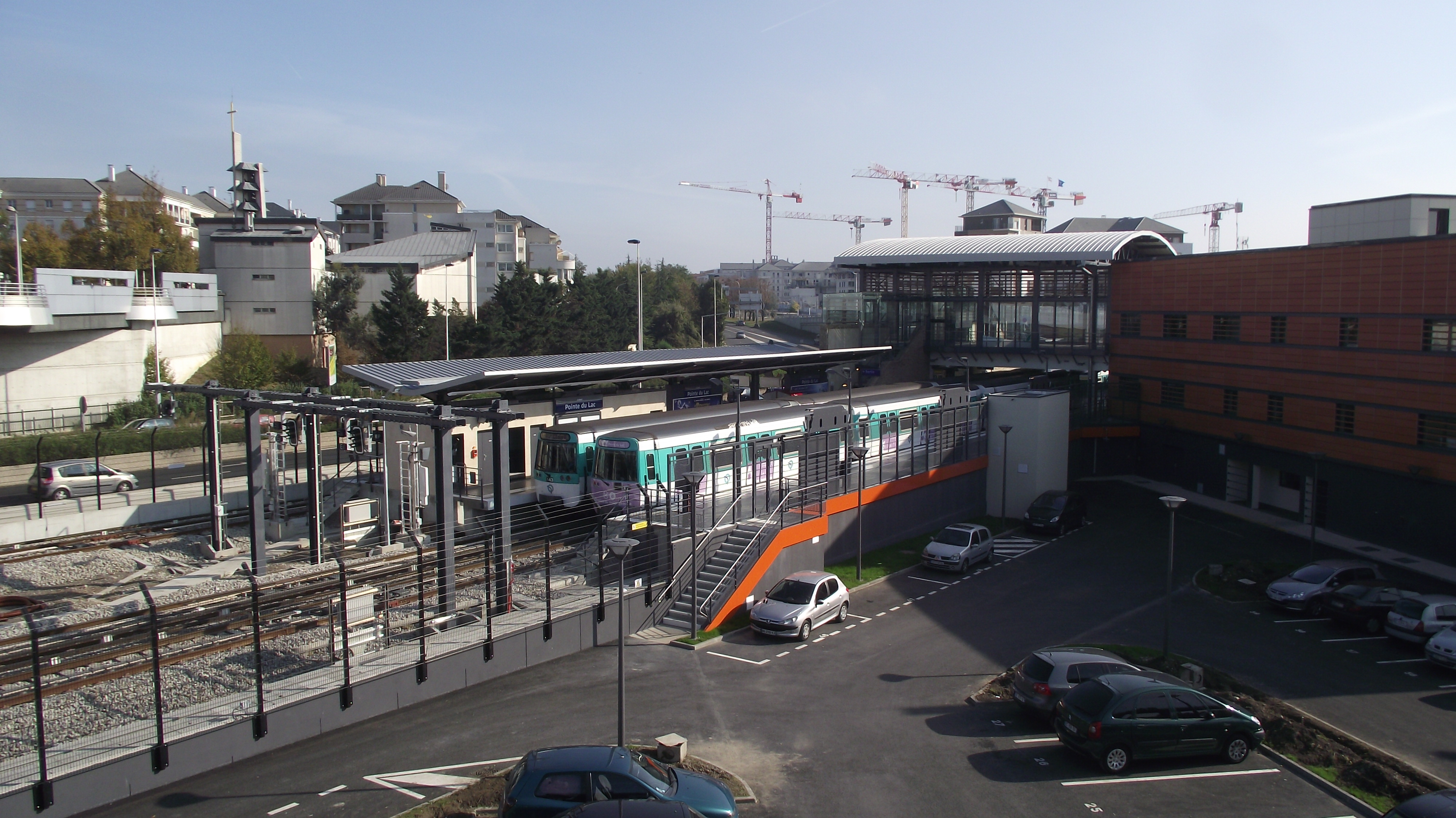
Stația Pointe du Lac (linia 8), în octombrie 2011.

Numărul de linii de metrou va crește din acel moment doar datorită izolării branșamentului mai puțin folosite a liniei 7 și devierii liniei 3, care devin linii independente: 7 bis (în 1967) și 3 bis (în 1971); ulterior, numărul de linii se reduce la 15 datorită unirii în anii 1970 a liniilor 13 (partea de nord a liniei 13 actuale) și 14 (vechea linie dintre Invalides și Porte de Vanves) după terminarea legăturii dintre Saint-Lazare și Invalides.
Prelungiri destinate unei mai bune deserviri a "micii coroane" (comunele de lângă Paris) sunt date în folosință începând cu 1967:
- 19 septembrie 1970[13]: Prelungirea liniei 8 de Charenton - Écoles la Maisons-Alfort - Stade ;
- 2 aprilie 1971[14]: Prelungirea liniei 3 de la Gambetta la Gallieni ;
- 27 aprilie 1972[15]:Prelungirea liniei 8 de la Maisons-Alfort - Stade la Maisons-Alfort-Les Juilliottes ;
- 24 septembrie 1973[15]: Prelungirea liniei 8 de la Maisons-Alfort - Les Juilliottes la Créteil - L'Échat ;
- 10 septembrie 1974[15]: Prelungirea liniei 8 de la Créteil - L'Échat la Créteil - Préfecture ;
- 21 mai 1976: Prelungirea liniei 13 de la Carrefour Pleyel la Saint-Denis - Basilique ;
- 9 noiembrie 1976: Prelungirea vechii linii 14 (devenită linia 13) de la Porte de Vanves la Châtillon - Montrouge ;
- 4 octombrie 1979: Prelungirea liniei 7 de la Porte de la Villette la Fort d’Aubervilliers ;
- 9 mai 1980: Prelungirea liniei 13 de la Porte de Clichy la Gabriel Péri - Asnières - Gennevilliers ;
- 3 octombrie 1980: Prelungirea liniei 10 de la Porte d'Auteuil la Boulogne - Jean Jaurès
- 2 octombrie 1981: Prelungirea liniei 10 de la Boulogne - Jean Jaurès la Boulogne - Pont de Saint-Cloud ;
- 10 decembrie 1982[16] : Debranșamentul liniei 7 între Maison Blanche și Kremlin-Bicêtre ;
- 25 aprilie 1985: Prelungirea liniei 5 de la Église de Pantin la Bobigny - Pablo Picasso ;
- 28 februarie 1985: Prelungirea liniei 7 de la Kremlin-Bicêtre la Villejuif - Louis Aragon ;
- 6 mai 1987[17] :Prelungirea liniei 7 de la Fort d’Aubervilliers la La Courneuve - 8 mai 1945 ;
- 1 aprilie 1992: Prelungirea liniei 1 de la Pont de Neuilly la La Défense ;
- 25 mai 1998: Prelungirea liniei 13 de la Basilique de Saint-Denis (anciennement Saint-Denis - Basilique) la Saint-Denis - Université ;
- 15 octombrie 1998: Deschiderea liniei 14 de la Madeleine la Bibliothèque François-Mitterrand ;
- 16 decembrie 2003: Prima prelungire a liniei 14 de la Madeleine la Saint-Lazare ;
- 27 iunie 2007: A doua prelungire a liniei 14 de la Bibliothèque François-Mitterrand la Olympiades ;
- 14 iunie 2008: Prelungirea liniei 13 de la Gabriel Péri (înainte Gabriel Péri - Asnières - Gennevilliers) la Asnières - Gennevilliers - Les Courtilles ;
- 8 octombrie 2011[18] · [19] : Prelungirea liniei 8 de la Créteil-Préfecture la Pointe du Lac ;
- 18 decembrie 2012: Prelungirea liniei 12 de la Porte de la Chapelle la Front Populaire ;
- 23 martie 2013: Prelungirea liniei 4 de la Porte d'Orléans la Mairie de Montrouge.

### Realizarea liniei 14

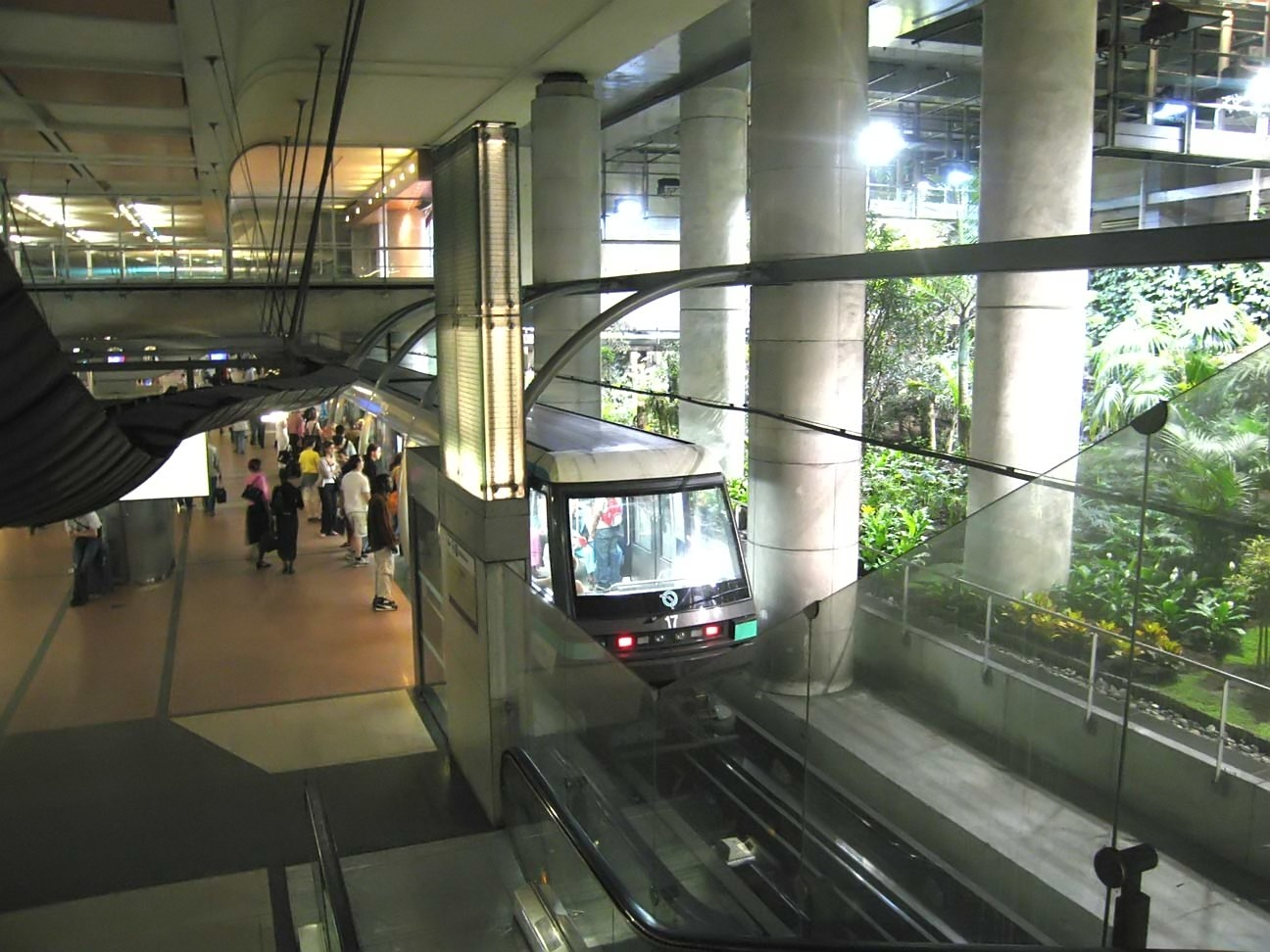
O ramă MP 89 CA pe linia 14 în stația Gare de Lyon, în iunie 2006.

Pe 15 octombrie 1998 este inaugurată o linie cu adevărat nouă: linia 14, inițial doar între stațiile Bibliothèque François-Mitterrand și Madeleine, din cauza lipsei bugetului, STIF finanțând în același timp proiectele EOLE (RER E) și Meteor, apoi până la Saint-Lazare și în final Olympiades.
Linia 14 este prima linie de metoru din Paris ce funcționează fără mecanic, pe baza sistemului automat de exploatare a trenurilor (SAET) furnizat de Siemens Transportation Systems. Porțile aflate pe peron asigură securitatea călătorilor. Linia este caracterizată și de distanțele dintre stații mai apropiate de cele ale RER, mai ales între Gare de Lyon și Châtelet, ce permit atingerea unei viteze comerciale medii de 40 km/h, deosebit de ridicată pentru metroul din Paris. Linia, ramele de metrou, precum și dimensiunile și decorarea stațiilor fac din ea mândria RATP și a companiilor Alstom și Siemens Transportation Systems. Stațiile permit trenuri de 8 vagoane, dar momentan ramele utilizate nu au decât 6. 

### Automatizarea liniei 1

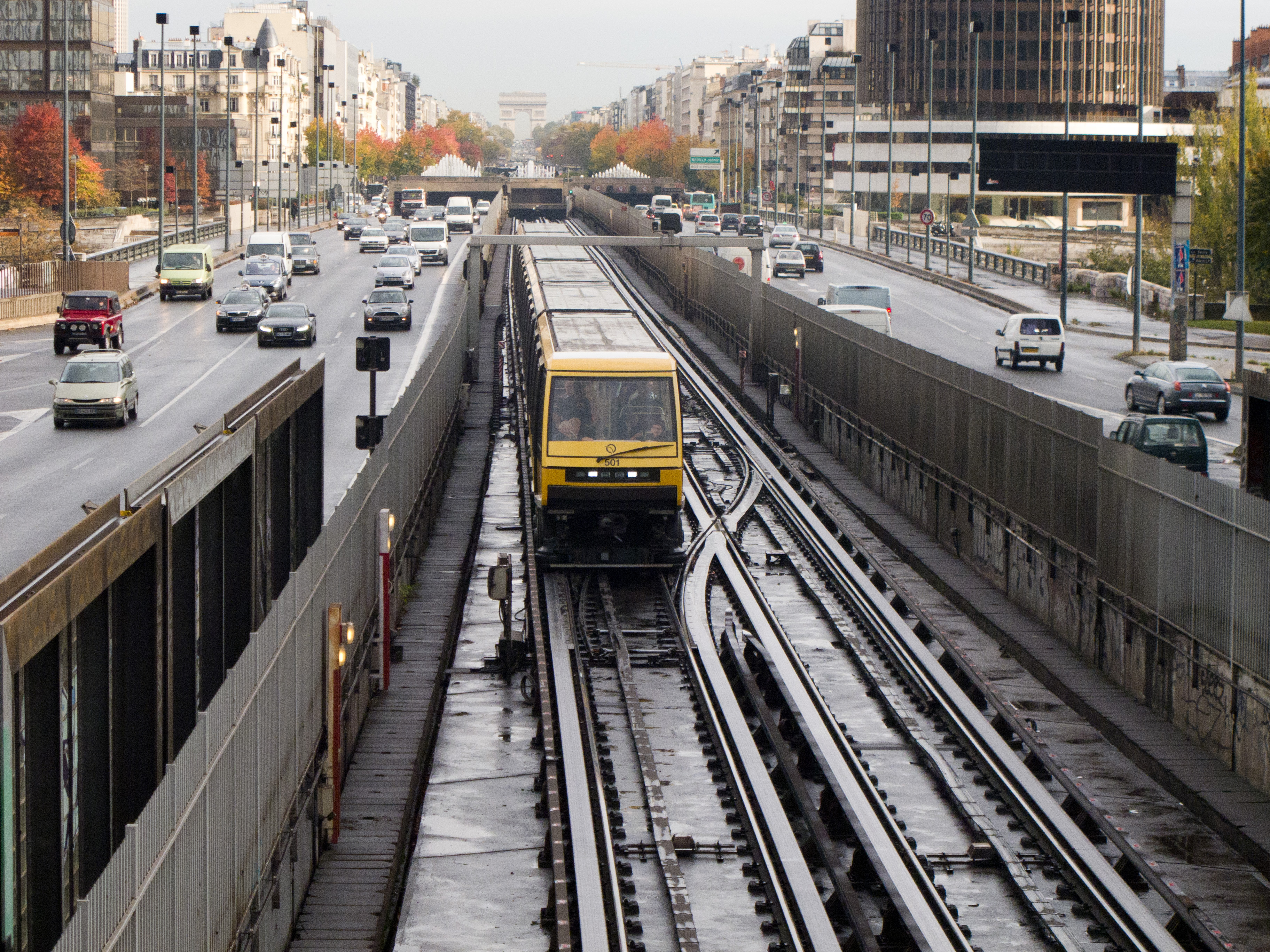
O ramă MP 05 pe linia 1 pe pont de Neuilly, în noiembrie 2011.

Pentru mărirea capacității liniei 1, cea mai frecventată din rețea, s-a trecut la automatizarea sa. Decisă în 2005, această automatizare s-a făcut cu doar câteva întreruperi ale traficului.
Lucrările de automatizare au început în 2006 cu modernizarea semnalizării laterale și transformarea vechii bucle terminus de la Porte Maillot în atelier de mentenanță a ramelor. În ansamblul stațiilor au fost instalate porți de înălțime medie (1,8 m), pentru a împiedica accesul pasagerilor pe linie, prevenind astfel incidentele, intruziunile și sinuciderile pe această linie ce parcurge tot orașul pe axa est-vest (Nation, Bastille, Louvre, Concorde, Champs-Élysées, Arc de triomphe și La Défense).
Totuși, linia nu funcționează fără incidente, îndeosebi datorită panelor electrice sau problemelor la semnalizare. De exemplu, pe 13 ianuarie 2011, traficul a fost oprit timp de 2 h 30 la ora de vârf, din cauza unor probleme electrice.
RATP a decis să echipeze linia cu rame automate MP 05. Primele rame automatice au intrat în serviciul comercial pe 3 noiembrie 2011, marcând începutul unei perioade de exploatare mixtă manuală/automatic, ce a durat până pe 22 decembrie 2012, când linia a devenit complet automată, la fel ca linia 14.

### Modernizarea materialului rulant

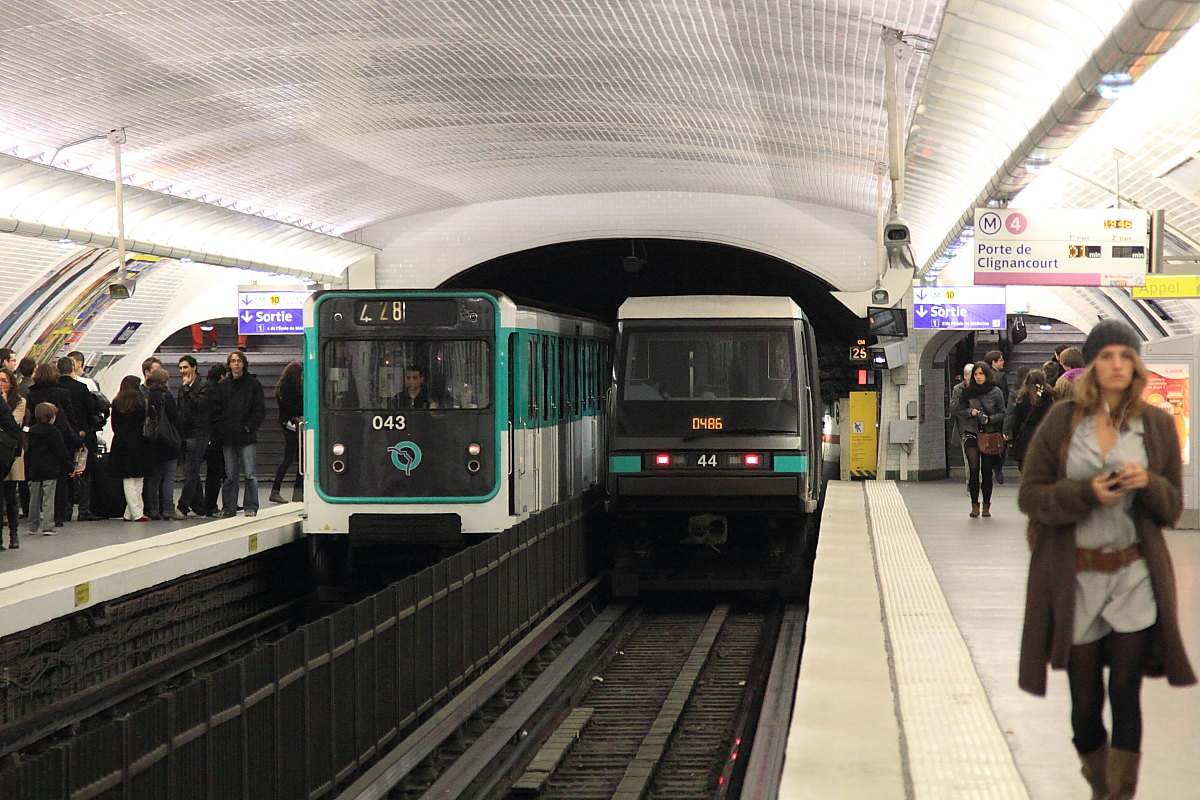
O ramă MP 59 se intersectează cu o ramă MP 89 la stația Odéon de pe linia 4, în octombrie 2011.

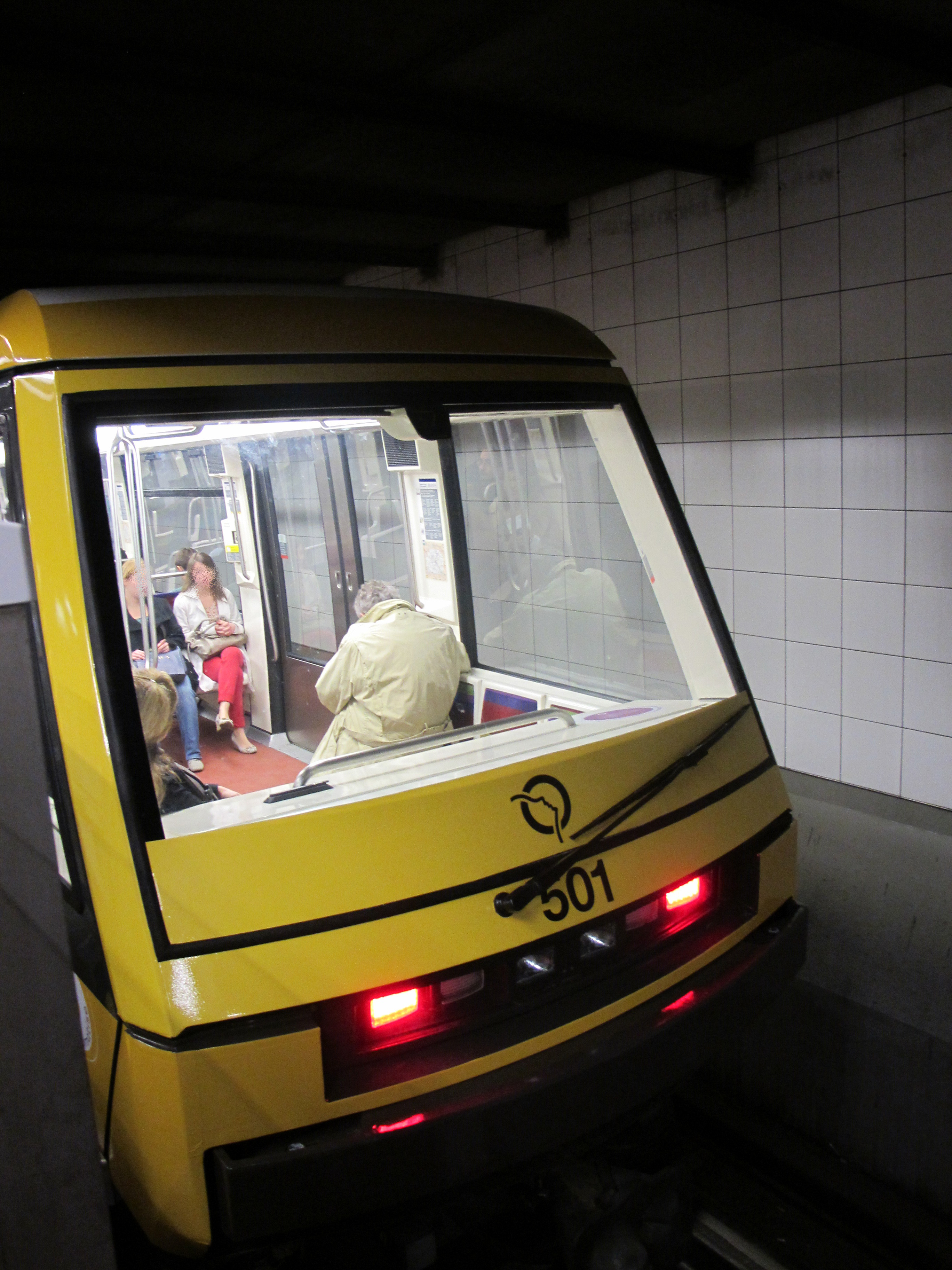
Rama MP 05 de pe linia 1, în noiembrie 2011.

Între noiembrie 2011 și februarie 2013, RATP a pus în serviciu ramele automate MP5 comandate la Alstom pentru linia 1. Bazate pe modelul MP 89 pe care îl înlocuiau, ele se disting de trenurile de pe linia 4 prin absența cabinei de conducere. Au totuși un pupitru de urgență.

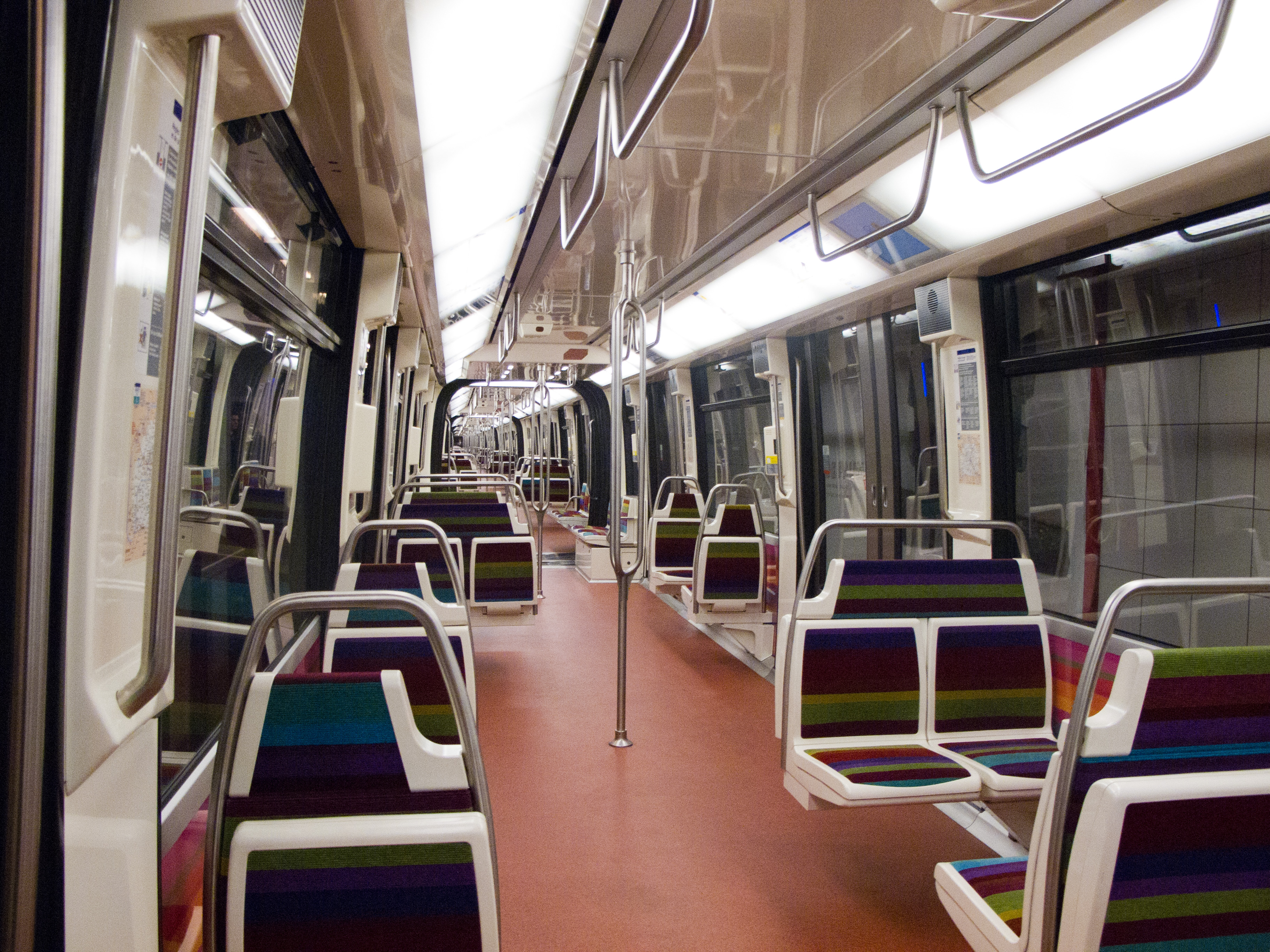
Interiorul unei rame MP 05 (noiembrie 2011).
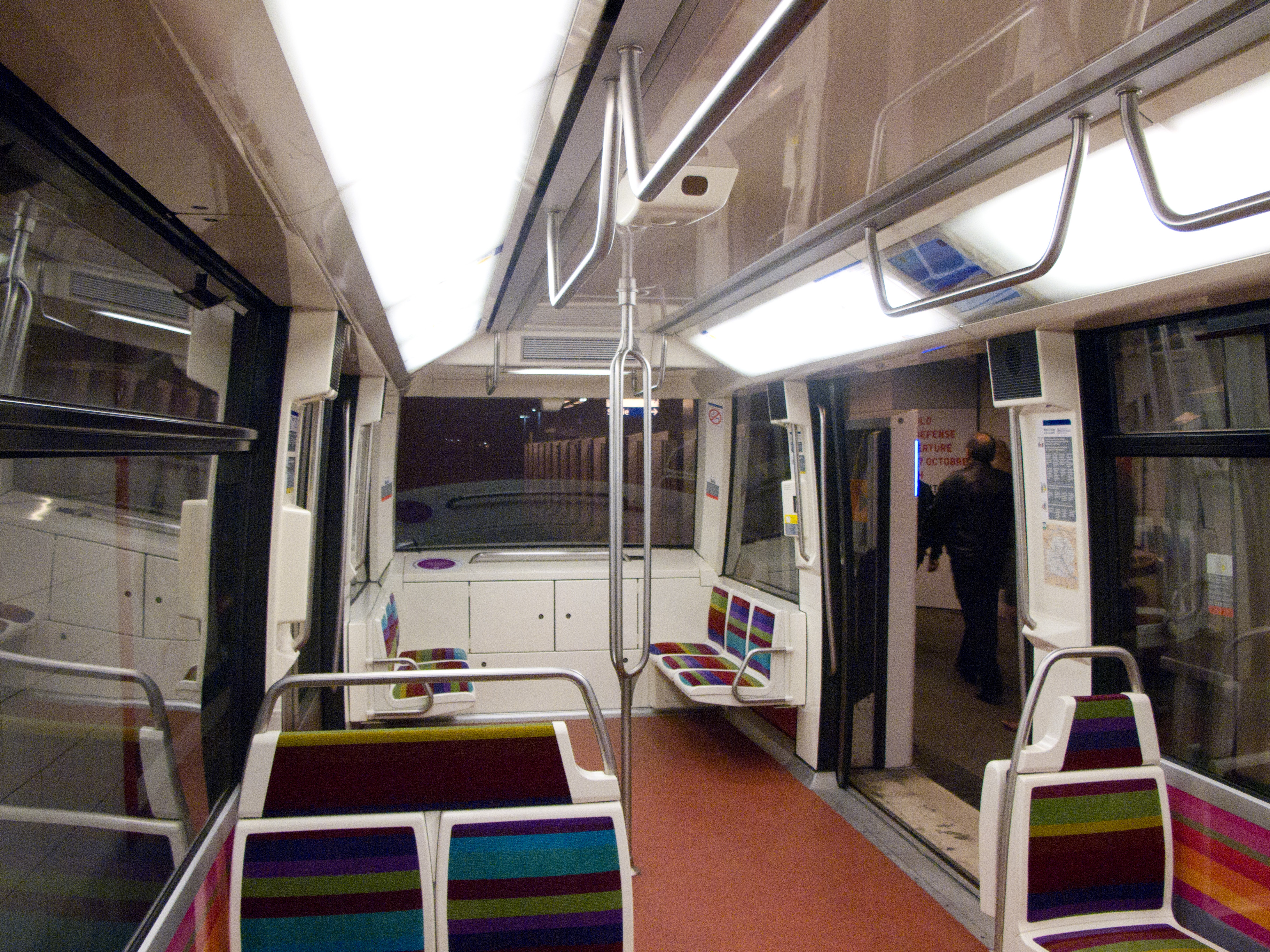
Interiorul unei rame MP 05 (noiembrie 2011).
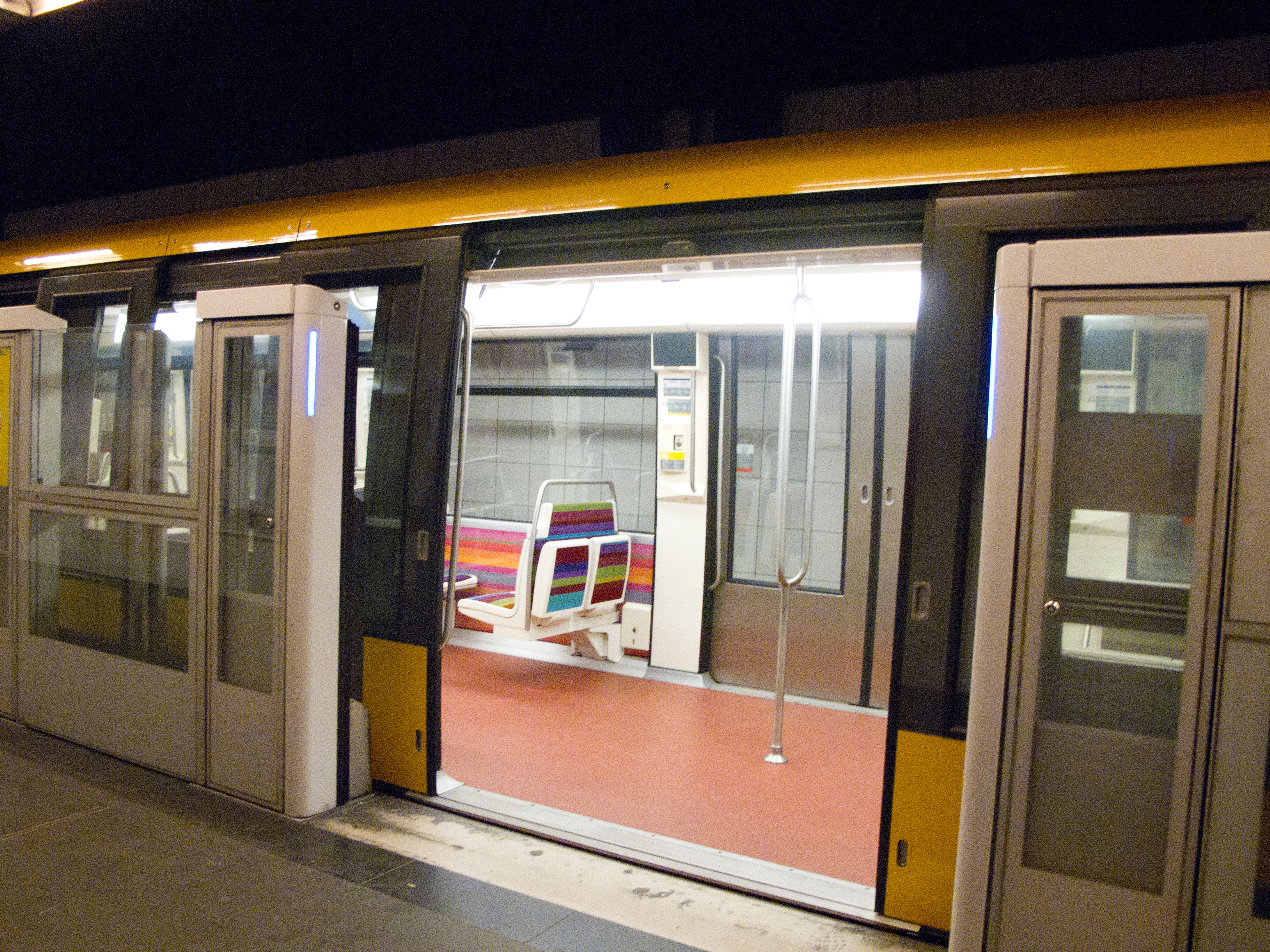
Uși deschise ale unei rame MP 05 (noiembrie 2011).

Între mai 2011 și martie 2012, RATP a transferat ramele MP 89 cu mecanic de pe linia 1 pe linia 4 pe măsură ce au intrat în serviciu ramele automate MP 05, înlocuind astfel ramele MP 59 ale liniei 4.
Spre deosebire de ramele MP 59, ramele MP 89 nu au separări între vagoane, ceea ce permite o mai bună repartiție a călătorilor. Performanțele lor urmau să permită mărirea capacității liniei și reducerea timpului de parcurs.

Procesul a început pe 23 mai 2011 și s-a finalize în luna martie 2013, cu o cazia deschiderii prelungirii până la Montrouge. Totuși, ultimele rame MP 59 au fost retrase pe 21 decembrie 2012, după 45 de ani de la darea în serviciu pe această linie și la 49 de ani de la darea în serviciu pe linia 1.

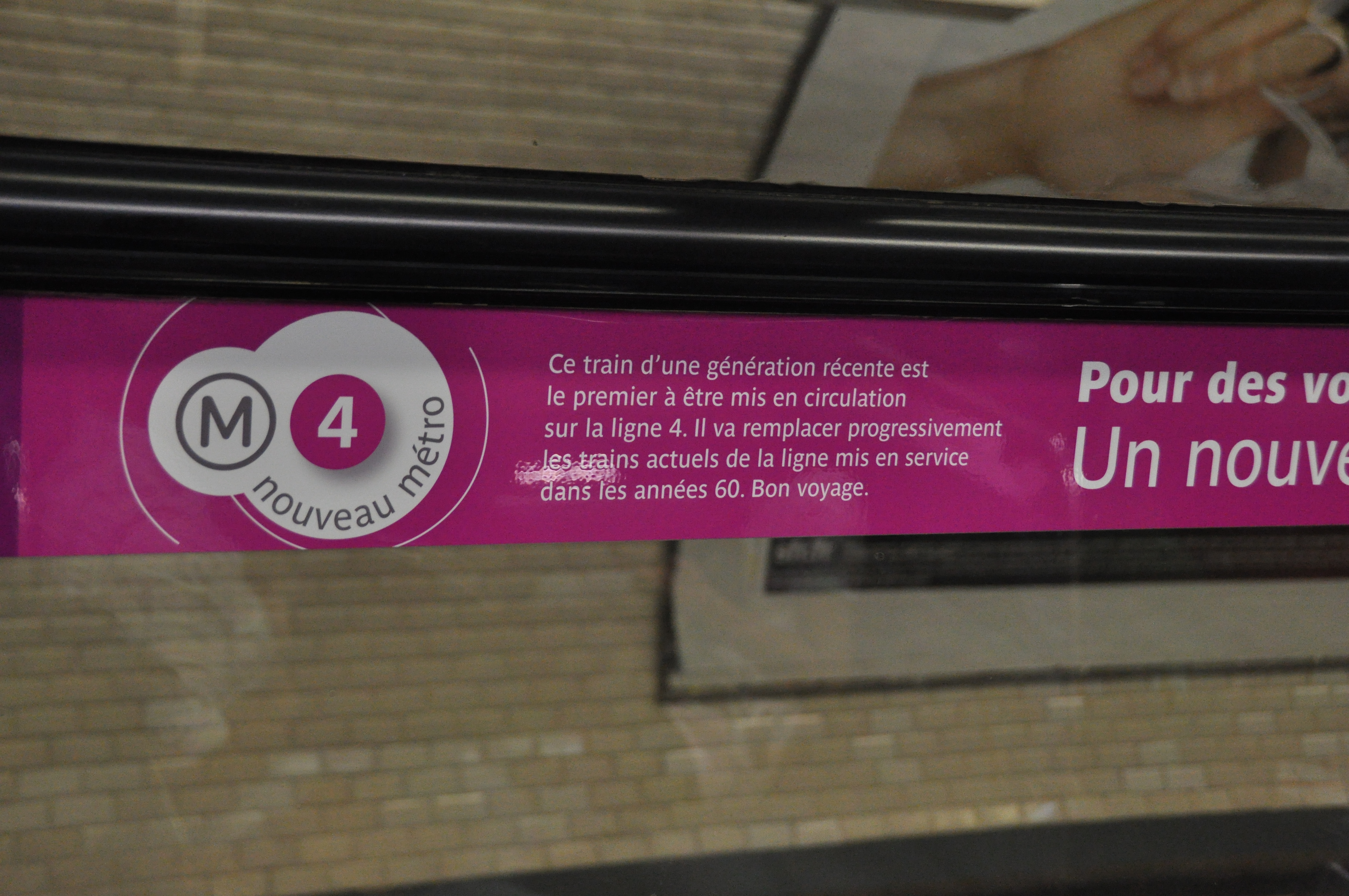
Autocolant explicativ prezent în prima ramă transferată pe linia 4 în octombrie 2011.
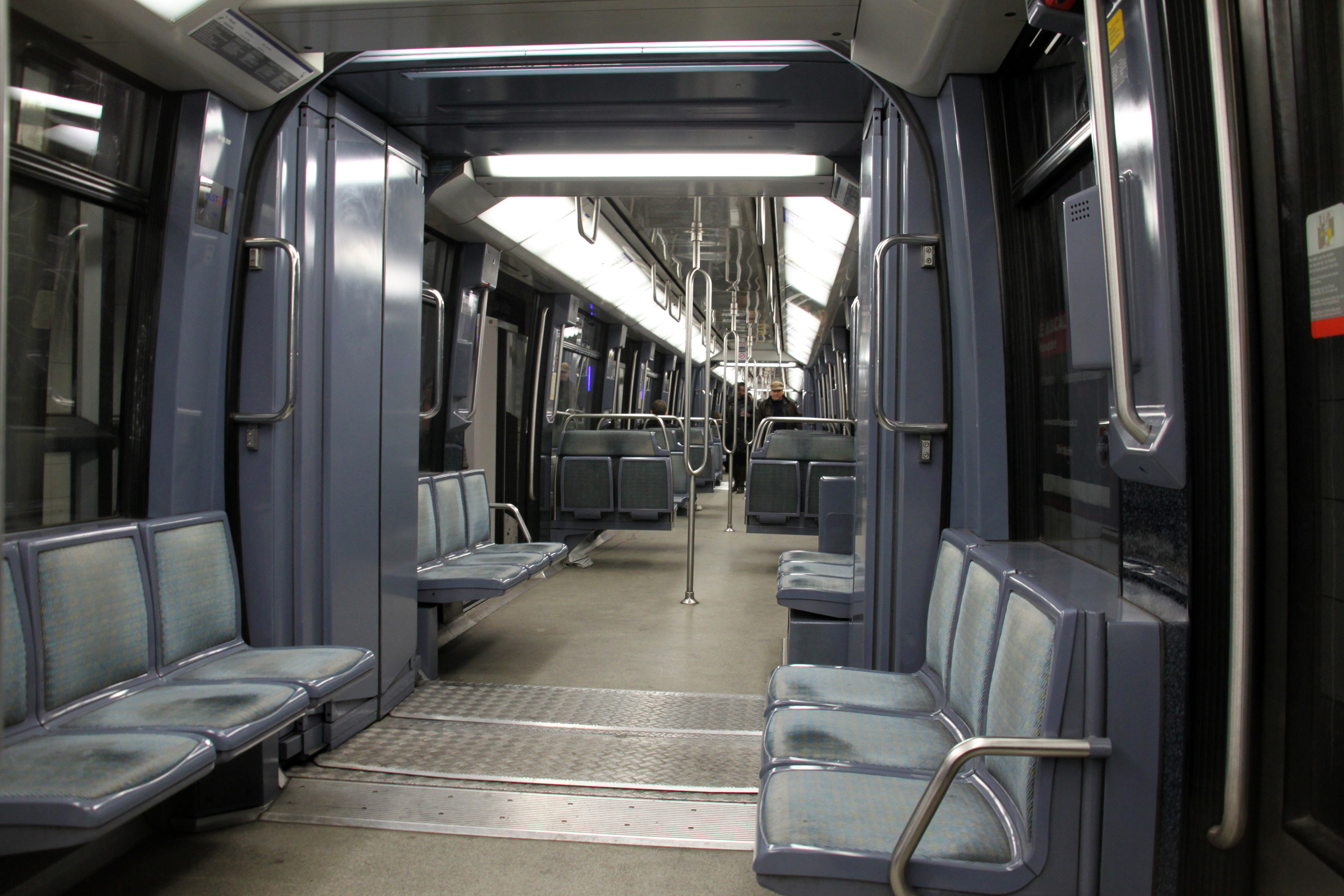
Interiorul unei rame MP 89 CC (noiembrie 2010).
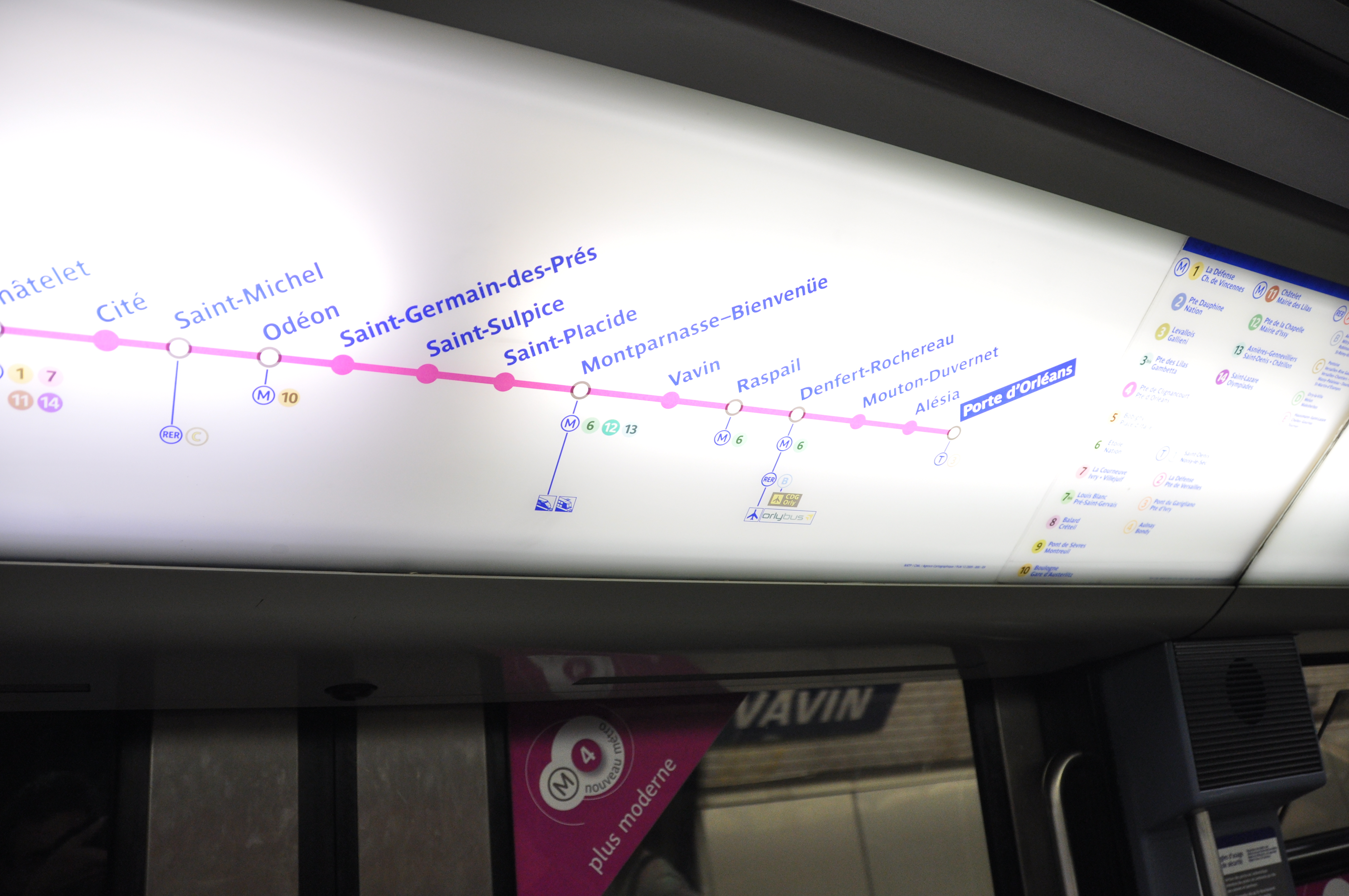
Plan al liniei 4 într-o ramă MP 89 (octombrie 2011).

## Detalii tehnice
- Lungime linii 214 km (din care 197 km în subteran)
- Număr linii 19
- Rețea cu 305 de stații (385 puncte de oprire), din care 62 de corespondență
- Distanță medie între stații 548 m (424 m pentru linia 4 și peste 1 km pentru linia 14)
- Program de funcționare între 5h30' și 1h15' (2h15' în nopțile de vineri și sâmbătă)
- Frecvență de circulație între 2 min (ore de vârf) și 8 min (seara)
- Circulație pe partea dreaptă
- Alimentare electrică 750 V curent continuu, printr-o șină auxiliară (a treia șină)
- Ecartament 1,435 m (ecartament standard)
- Liniile 1, 4, 6, 11, 14, Orlyval, CDGVAL și LISA folosesc trenuri cu roți de cauciuc
- Liniile 1, 14, CGDVAL, Orlyval și LISA sunt complet automatizate
- Linia 13 va fi automatizata in curand

## Rețeaua actuală

### Prezentarea rețelei

#### Linii

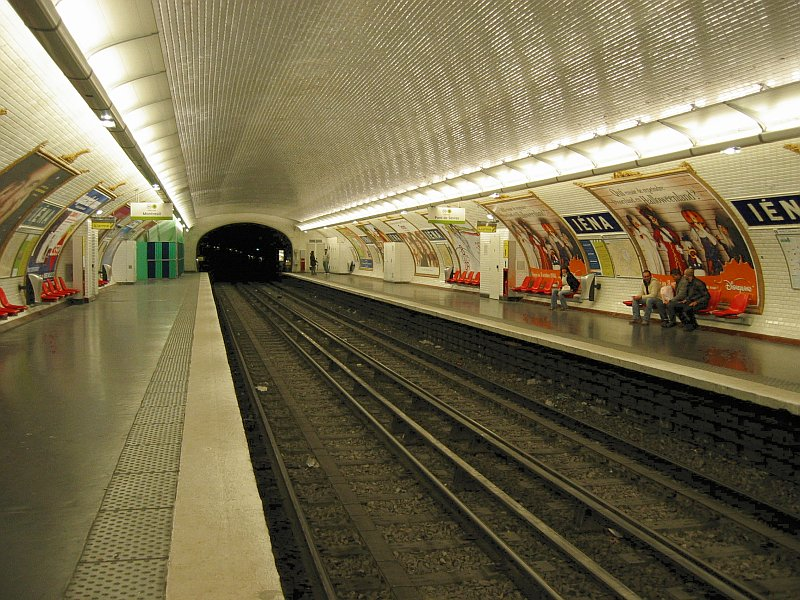
Interiorul staţiei Iéna în Metroul din Paris

Rețeaua de metrou din Paris e compusă din 16 linii din care două numite « bis ».
În tabelul de mai jos, abrevierea « MF » desemnează materialul rulant pe roți metalice și abrevierea « MP » materialul rulant pe roți de cauciuc. Cele 2 cifre ce urmează indică anul punerii în circulație a modelului corespunzător sau anul primei comenzi către constructor.
| Linie | Parcurs                                                                                  | Pus în serviciu | Lungime în km (la suprafață) | Număr de stații | Material rulant                  | Vagoane pe ramă  | Număr de rame la orele de vârf | Milioane de călători (2004) |
| ----- | ---------------------------------------------------------------------------------------- | --------------- | ---------------------------- | --------------- | -------------------------------- | ---------------- | ------------------------------ | --------------------------- |
| ‍      | La Défense ↔ Château de Vincennes                                                        | 1900            | +016,6 (0,6)                 | 25              | MP 05                            | 6                | 45                             | +219, (2009)                |
| ‍      | Porte Dauphine ↔ Nation                                                                  | 1900            | +012,3 (2,2)                 | 25              | MF 01                            | 5                | 37                             | +100,2                      |
| ‍      | Pont de Levallois ↔ Gallieni                                                             | 1904            | +011,7                       | 25              | MF 67                            | 5                | 40                             | +087,6                      |
| ‍      | Gambetta ↔ Porte des Lilas                                                               | 1921            | +001,3                       | 4               | MF 67                            | 3                | 4                              | cf. linia 3                 |
| ‍      | Porte de Clignancourt ↔ Mairie de Montrouge                                              | 1908            | +012,1f                      | 27              | MP 89 CC                         | 6                | 40                             | +171, (2010)                |
| ‍      | Bobigny - Pablo Picasso ↔ Place d’Italie                                                 | 1906            | +014,6 (2,5)                 | 22              | MF 01                            | 5                | 45                             | +086,1                      |
| ‍      | Charles de Gaulle - Étoile ↔ Nation                                                      | 1907            | +013,7 (6,1)                 | 28              | MP 73                            | 5                | 37                             | +100,4                      |
| ‍      | La Courneuve - 8 mai 1945 ↔ Villejuif - Louis Aragon / Mairie d’Ivry                     | 1910            | +022,5                       | 38              | MF 77                            | 5                | 60                             | +120,5                      |
| ‍      | Louis Blanc ↔ Pré Saint-Gervais                                                          | 1911            | +003,1                       | 8               | MF 88                            | 3                | 6                              | cf. linia 7                 |
| ‍      | Balard ↔ (Créteil) Pointe du Lac                                                         | 1913            | +023,4 (4,1)                 | 38              | MF 77                            | 5                | 50                             | +089,1                      |
| ‍      | Pont de Sèvres ↔ Mairie de Montreuil                                                     | 1922            | +019,6                       | 37              | MF 67 MF 01 (în curs de livrare) | 5                | 57                             | +130, (2010)                |
| ‍      | Boulogne - Pont de Saint-Cloud ↔ Gare d’Austerlitz                                       | 1913            | +011,7                       | 23              | MF 67                            | 5                | 22                             | +041,5                      |
| ‍      | Châtelet ↔ Mairie des Lilas                                                              | 1935            | +006,3                       | 13              | MP 59 MP 73                      | 4                | 20                             | +048,3 (2008)               |
| ‍      | Front Populaire ↔ Mairie d’Issy                                                          | 1910            | +015,3                       | 29              | MF 67                            | 5                | 37                             | +086, (2013)                |
| ‍      | Asnières Gennevilliers Les Courtilles / Saint-Denis - Université ↔ Châtillon - Montrouge | 1911            | +024,3 (2,4)                 | 32              | MF 77                            | 5                | 50                             | +126,8 (2010)               |
| ‍      | Saint-Lazare ↔ Olympiades                                                                | 1998            | +009,2                       | 9               | MP 89 CA MP 05                   | 6 (în viitor: 8) | 18                             | +064,1                      |

#### Stații
Metroul din Paris are 302 stații și 383 puncte de oprire (date din 23 martie 2013). Fiecare din stații trebuie să asigure călătorilor cele mai bune condiții. De aceea, mai multe generații de arhitecți au lucrat la metroul parizian.
Majoritatea stațiilor sunt subterane, platformele fiind conectate cu nivelul străzii prin rețele complicate de tunele. Stațiile au în general tavan jos la nivelul platformei. Intrările stațiilor mai vechi, mai ales cele din centrul orașului, au o arhitectură stil art nouveau, fiind proiectate de arhitectul Hector Guimard. Acestea sunt un simbol binecunoscut al metroului parizian, deși în ziua de astăzi sunt din ce în ce mai puține, multe din ele fiind modernizate.

### Comentarii
1. 1 2  cu extensia de 1,4 km dintre Porte de la Chapelle și Front Populaire (linia 12) și cea de 1,5 km dintre Porte d'Orléans și Mairie de Montrouge (linia 4).
2. ↑  Aujourd'hui redécoupé entre les départements de Paris (75), Hauts-de-Seine (92), Seine-Saint-Denis (93) et Val-de-Marne (94)
3. ↑  Gare du Nord, gare de l'Est, gare de la Bastille, gare de Lyon, gare d'Orléans, gare d'Enfer, gare Montparnasse, gare des Invalides et gare Saint-Lazare
4. ↑  Gare de Reuilly, gare de Bel-Air, gare du boulevard Masséna, gare de la Tour-Eiffel, gare du Boulevard Victor et gare des Batignolles
5. ↑  Cette ligne avait été construite à la demande de l'État par les compagnies ferroviaires très réticentes car celles-ci craignaient que l'existence d'une interconnexion facilite l'absorption par un rival
6. ↑  Paris perd son autonomie municipale dès 1871 et ne la retrouvera qu'en 1976
7. ↑  Numerele nu includ stația fictivă Funiculaire de Montmartre.